# Samsung W880
Samsung W880 (também conhecido como Samsung AMOLED 12 na Coreia do Sul) foi um modelo de telefone celular de alta especificação da Samsung anunciado em setembro de 2009. Foi a primeira câmera de 12 megapixels do mundo com zoom óptico de 3x e vídeo HD 720p.

## Especificações completas

### Câmara
- Megapixels: 12
- Resolução máxima da foto: 4000x3000 pixels
- Zoom óptico: 3x
- Zoom digital: sim
- Foco automático: Sim
- Flash: Sim
- Gravação de vídeo: gravação HD 720p a 30fps
- Segunda câmera (frontal) Sim